# 赵庄林苗场
赵庄林苗场是江苏省句容市人民政府农业委员会下属的一个国营农场，位于边城镇境内，宁镇山脉高骊山西南侧。
2005年，林苗场总面积133.33公顷（约2000亩），其中，茶园66.53公顷(998亩），林地53.33公顷（800亩）。2012年及之前，在国家统计局网站统计中，所在区域以句容市赵庄林苗场之名列为句容市的一个类似乡级单位。